# Oppiův zákon
Oppiův zákon, latinsky Lex Oppia, vznikl během druhé punské války (215 př. n. l.) za konzulátu Q. Fabia Maxima Cunctatora a T. Sempronia Graccha a týkal se meze, která stanovila hranici vlastnění majetku. Rogatorem (navrhovatelem) tohoto zákona byl tribun lidu Gaius Oppius.
Hannibal se tehdy držel v Itálii, byl vítězem u Cann, ovládal Tarent, město Arpu a Capuu. V té době se zdálo, že chce přitáhnout k samému Římu. Spojenci opustili Římany, Římané neměli již vojáky na doplnění sborů, ani námořní spojence k ochraně loďstva, ani peníze ve státní pokladně. Byli skupováni otroci, aby mohli bojovat za Řím. Tito otroci měli být zaplacení jejich pánům po skončení války. Každý občan přispěl do státní pokladny, jak mohl. I vdovy a sirotci nosili své peníze do státní pokladny. Byla stanovená mez, nad niž nikdo nesměl mít doma více zlata a stříbra.
V té době si římské ženy potrpěly na přepych a právě Oppiův zákon se ukazoval žádoucím, aby zamezil takovémuto počínání.
Avšak po válce ženy chtěly tento zákon zrušit. Dokonce to v Římě vypadalo jako při ženském povstání a byl kvůli tomu svolán sněm.
Tehdy promluvil konzul Marcus Portius Cato a byl proti zrušení zákona. Tvrdil, že přepych je morová rána, která vyvrátila všechny velké říše. Za zrušení zákona se postavil tribun lidu Lucius Valerius a tvrdil, že každý zákon vyplývá ze své doby a protože válka už skončila, není důvod tento zákon stále uplatňovat. Nakonec byl Lex Oppia roku 195 př. n. l. zrušen.